# 목소리의 형태
《목소리의 형태》(聲の形)는 오이마 요시토키가 원작한 만화이다. 《별책 소년 매거진》(코단샤) 2011년 2월호에 연재를 시작해, 《주간 소년 매거진》(코단샤)에서 2013년 12호에 연재, 이후, 36, 37 합본호부터 다시 연재되었다. 

2014년 코믹 그랑프리 1위와 코믹 나탈리 대상에서 1위, 제19회 데즈카 오사무 문화상 신생상과 2015 이 만화가 굉장해! 남성편 1위에 올랐다.

 2016년에는 극장판 애니메이션이 제작되었다.

## 발매
완결이 날 때까지 한국에서 정식 발매는 되지 않았지만, 2014년 12월 말 대원씨아이에서 정식 발매 계약을 체결하여 2015년 5월 1, 2권이 정식 발매되었고 10월 31일부로 정식 발매가 완결되었다. 첫 발간 이후 겨우 5개월여 만에 이례적으로 빠른 발매 텀을 보여주었다.
정식 연재된 이후로도 좋은 반응을 얻고 있으며 날이 갈수록 인기와 판매량이 상승하고 있다. 2월 말경, 1, 2권 누계 50만 부를 넘어섰고 3월 초에 발매된 소년 매거진에서 70만 부 돌파를 알려 왔다. 순식간에 권당 판매량 30만 부를 넘어선 인기작으로 올라서면서 부진이 지속되는 주간 소년 매거진의 든든한 신작이 되었다. 그리고 6권 발매 후 200만 부를 돌파했으며, 마지막 7권에서 250만 부를 돌파했다.

## 유사한 구도가 보이는 다른 만화
- 모리시타 수의《손끝과 연연》
- 유키 노진의 《평범한 우리들의》
- 사스케의 《거짓의 마리골드》